# Hòa Thuận, thành phố Cao Lãnh
Hòa Thuận là một phường thuộc thành phố Cao Lãnh, tỉnh Đồng Tháp, Việt Nam.

## Địa lý
Phường Hòa Thuận nằm ở trung tâm thành phố Cao Lãnh, có vị trí địa lý:
- Phía đông giáp Phường 1
- Phía tây giáp xã Hòa An
- Phía nam giáp Phường 4
- Phía bắc giáp xã Mỹ Tân.

Phường Hòa Thuận có diện tích 2,32 km², dân số năm 2008 là 5.386 người, mật độ dân số đạt 2.330 người/km².

## Hành chính
Phường Hòa Thuận được chia thành 5 khóm: Thuận An, Thuận Nghĩa, Thuận Phát, Thuận Phú, Thuận Trung.

## Lịch sử
Ngày 30 tháng 11 năm 2004, Chính phủ ban hành Nghị định 194/2004/NĐ-CP về việc thành lập phường Hòa Thuận trên cơ sở 229,20 ha diện tích tự nhiên và 5.309 người của xã Hòa An.
Ngày 16 tháng 1 năm 2007, Chính phủ ban hành Nghị định 10/2007/NĐ-CP về việc thành lập thành phố Cao Lãnh thuộc tỉnh Đồng Tháp. Phường Hòa Thuận trực thuộc thành phố Cao Lãnh.